# 15171 Xandertielens
A 15171 Xandertielens (ideiglenes jelöléssel (15171) 2772 P-L) a Naprendszer kisbolygóövében található aszteroida. Cornelis Johannes van Houten, Ingrid van Houten-Groeneveld és Tom Gehrels fedezte fel 1960. szeptember 24-én.